# کاسترمنته
کاسترمنته (به اسپانیایی: Castromonte) یک شهرستان در اسپانیا است که در استان وایادولید واقع شده‌است.